# Ferdinando Ranalli
Ferdinando Ranalli (Nereto, 2 febbraio 1813 – Pozzolatico, 10 giugno 1894) è stato un letterato, storico, critico letterario, patriota, bibliotecario, uomo politico e purista italiano.

## Biografia
Professore all'Università di Pisa dapprima di letteratura italiana e poi di storia, fu bibliotecario all'Accademia di belle arti di Firenze. Partecipò ai moti risorgimentali. Fu deputato per la Destra storica nella X Legislatura del Regno d'Italia (1867-70).
Purista fervente, pubblicò numerose opere di teoria letteraria, di storia e di politica contemporanea, utilizzando tuttavia una lingua modellata su quella dei cinquecentisti.

## Opere (selezione)
- Ammaestramenti di letteratura : libri quattro, Firenze : F. Le Monnier, 1840 (on-line)
- Della pittura religiosa: dialogo di Ferdinando Ranalli da servire di confutazione al misticismo e idealismo odierno, Firenze : Società editrice fiorentina, 1844 (on-line)
- Storia degli avvenimenti d'Italia dopo l'esaltazione di Pio IX al Pontificato: Con 12 incisioni in rame. Firenze: Vincenzo Batelli e compagni - (Volume I, 1848) (Volume II, 1849)
- Le storie italiane dal 1846 al 1853, Firenze : Emilio Torelli, 1855 - (Volume I),  (Volume III)
- Storia delle belle arti in Italia, Firenze : Torelli, 1856 (on-line)
- Del riordinamento d'Italia, Considerazioni di Ferdinando Ranalli, Firenze : Barbera, 1859 (on-line)
- La letteratura nazionale: prolusione e prime lezioni orali, Firenze : Le Monnier, 1861 (on-line)
- Lezioni di storia, Firenze : Barbera, 1867-1868 (on-line)
- L'Italia dopo il 1859 : continuazione delle storie italiane, Firenze : Le Monnier, 1875